# Резолюция 67 на Съвета за сигурност на ООН
Резолюция 67 на Съвета за сигурност на ООН е приета на 28 януари 1949 г. по повод Индонезийската национална революция. Отбелязвайки със задоволство, че страните в конфликта продължават да се придържат към Рейнвилското споразумение, и отбелязвайки, че предишните резолюции на Съвета за сигурност относно Индонезийския въпрос не са били изпълнени на практика, Резолюция 66 призовава Нидерландия да прекрати военните операции в района, а Индонезийската република да заповяда на всички въоръжени лица, които се сражават в нейна подкрепа, да прекратят партизанската война, и приканва двете страни в конфликта да си сътрудничат за възстановяването и поддържането на реда и закона в региона. С резолюцията Съветът за сигурност още веднъж настоява нидерландското правителство да освободи всички политически затворници, арестувани на територията на Индонзийската република след 18 декември 1948 г., и да разреши на длъжностните лица от състава на индонезийското правителство да се завърнат в Джакарта, където безпрепятствено да изпълняват своите задължения и в условията на пълна свобода да изпълняват своите функции по управлението на Джакарта и прилежащите ѝ райони, като за тези цели резолюцията изисква от нидерландското правителство да оказва пълно съдействие на индонезийските власти.
Резолюция 67 призовава за създаването на независими и суверенни Съединени индонезийски щати, в които до 1 октомври 1949 г. да се проведат избори за учредително събрание, и върху които Нидерландия да прехвърли суверенитета си над Индонезия до 1 юли 1950 г. Резолюция 67 променя името на Помирителния комитет за Индонезия на Комисия на ООН за Индонезия, прехвърляйки върху комисията всички задължения на предишния комитет и задълженията да съблюдава провеждането на честни избори и спазването на основните човешки права и свободи, както и наблюдението на прехвърлянето на властта върху части от Индонезия към републиканското правителство, за което комисията да докладва редовно на Съвета за сигурност.
Текстът на Резолюция 67 е гласуван на части, поради което в цялостния си вид резолюцията не е подложена на гласуване.